# 忠貞 (藝術和象徵)
忠貞這個概念在西方藝術中被擬人化時，代表了信仰的世俗方面，或存在於主人和仆人之間、家庭關係之中的信任。藝術化的忠貞，通常呈現一名手持金印和鑰匙的女性形象，但也可能用一隻狗作形象。忠貞可以單獨形象來呈現，也可與狗這同時作為忠誠及忠貞的象徵相陪伴呈現。 文藝復興時期也用佩涅洛佩或格里塞爾達作為忠貞的形象。忠貞並非通常七美德之一，不過它有時也會被歸為其中。植物桃金娘（ 香桃木属 ）常與忠貞聯繫在一齊，因此從羅馬時代到現在的婚禮之中都會使用，在藝術品中也可見到桃金娘串成的冠冕。

## 寓言中的忠貞
當寓言畫作中有狗出現，它就象徵了忠貞的化身。 這一現象的深層起源還體現在狗的屬名Fido上，其源拉丁語fidus「信任」。  在普林尼的地理誌第八卷中，有故事記載到提圖斯·拉比努斯有條忠貞的狗，不願離開已死的主人。切薩雷·里帕的《聖像學》 （1593 年等）在解釋Fedeltà的徽章時，也簡要敘述了這一故事，該徽章的形象是一名手持戒指的婦女，身邊有一白狗陪伴。 

## 肖像畫中的忠貞
在一對已婚夫婦的肖像畫中，如將狗置於女方腿上或腳下可象徵婚姻的忠貞。如肖像畫中是一位寡婦，那么狗可象徵她對已故丈夫的忠貞與懷念。 揚·范·艾克《阿諾菲尼的婚禮》中就有一隻狗代表如此的個例。

## 忠貞與死亡
中世紀以來會常在墓碑上雕刻狗的形象，用以象徵死者的封建忠誠或婚姻忠貞。 較常見的一個意象，是十字軍戰士全副武装地躺在墓箱上，而脚下躺著一隻狗。